# America (együttes)
Az America brit-amerikai rockegyüttes. folk-rockot, pop-rockot és soft rockot játszanak. Legismertebb daluk A Horse with No Name, amely számtalan médiában feltűnt, többek között a 2004-es Grand Theft Auto: San Andreas videójátékban is. Eredetileg trióként működtek, a felállás ez volt: Gerry Beckley (ének, vokál, billentyűk, gitár, basszusgitár, harmonika), Dewey Bunnell (ének/vokál, gitár, ütőhangszerek), és Dan Peek (ének, vokál, gitár, basszusgitár, billentyűk, harmonika). Peek azonban 2011-ben elhunyt, így az America duóként folytatta.
A zenekar 1970-ben alakult meg Londonban. Lemezek szempontjából igen termékenyek voltak: 17 stúdióalbumot, 9 koncertalbumot és 19 válogatáslemezt jelentettek meg. Az együttes egészen a mai napig működik.

## Diszkográfia
- America (1971)
- Homecoming (1972)
- Hat Trick (1973)
- Holiday (1974)
- Hearts (1975)
- Hideaway (1976)
- Harbor (1977)
- Silent Letter (1979)
- Alibi (1980)
- View from the Ground (1982)
- Your Move (1983)
- Perspective (1984)
- Hourglass (1994)
- Human Nature (1998)
- Here and Now (2007)
- Back Pages (2011)
- Lost and Found (2015)